# MEN Records
 (juin 2008).
Si vous disposez d'ouvrages ou d'articles de référence ou si vous connaissez des sites web de qualité traitant du thème abordé ici, merci de compléter l'article en donnant les références utiles à sa vérifiabilité et en les liant à la section « Notes et références ».
MEN Records est un label indépendant de musique électronique créé en 2001 par Richard David James et Tom Jenkinson (plus connus sous leur pseudonymes respectifs d'Aphex Twin et de Squarepusher). C'est Rephlex Records qui gère MEN Records, mais MEN n'est qu'un numéro de catalogue et pas encore le nom définitif du label.

## Discographie
- AFX - 2 Remixes By AFX (MEN 1, 12" / MEN 1 CD, CD Single / 18 septembre 2001)
- AFX - Smojphace EP (MEN 2, 12" / MEN 2 CD, CD Single / 21 avril 2003)